# Friedrich Scheffel
Friedrich Scheffel (lettisch: Frīdrihs Šefels) (1865–1913) war ein baltendeutscher Architekt und Techniker. Zu seiner Zeit war er einer der bedeutendsten Architekten in Riga, Russisches Kaiserreich, und Miteigentümer der Baufirma „Šēls un Šefels“ (Scheel & Scheffel). Scheffel entwarf etwa 35 Wohn- und öffentliche Gebäude, hauptsächlich im Jugendstil, ohne jedoch den Späthistorismus hinter sich zu lassen.

## Lebensgeschichte
Geboren am 13. Februar 1862 in Liepāja, erhielt Scheffel seine bautechnische Ausbildung an der Baugewerksschule in Eckernförde, das seit 1864/66 zum Königreich Preußen gehörte. Die Baurechte für Scheffel wurden 1899 in St. Petersburg vom Technischen Komitee des Innenministeriums genehmigt. Im Jahr 1899 wurde der ältere und akademisch ausgebildete Architekt Heinrich Scheel (1829–1909) Scheffels Partner. Gemeinsam gründeten sie das Baubüro Scheel & Scheffel, das zu den Pionieren der Jugendstil-Architektur in Riga zählte. Im Jahr 1904 eröffnete Scheffel sein eigenes Büro in Riga.
Die von ihnen entworfenen Gebäude waren stilistisch nicht einheitlich; es waren einige darunter, die stilistisch dem Historismus entsprachen – eines davon ist die Hauptversammlungshalle der ehemaligen Fabrik des elektrotechnischen Unternehmens „Union“ in der Brīvības-Straße, eines Tochterunternehmens der deutschen AEG. Die Halle wurde 1899 entworfen, mit einer Figur des Zeus in der Mitte. Später wurde sie zum Hauptgebäude der lettischen Valsts elektrotehniskā fabrika (VEF).
Scheffel starb 1913 auf einer Reise nach Lübeck, wo er noch ein Tabakgeschäft besaß, an einem Herzinfarkt. Seine Witwe Luīze und ihre Kinder blieben in Liepāja.

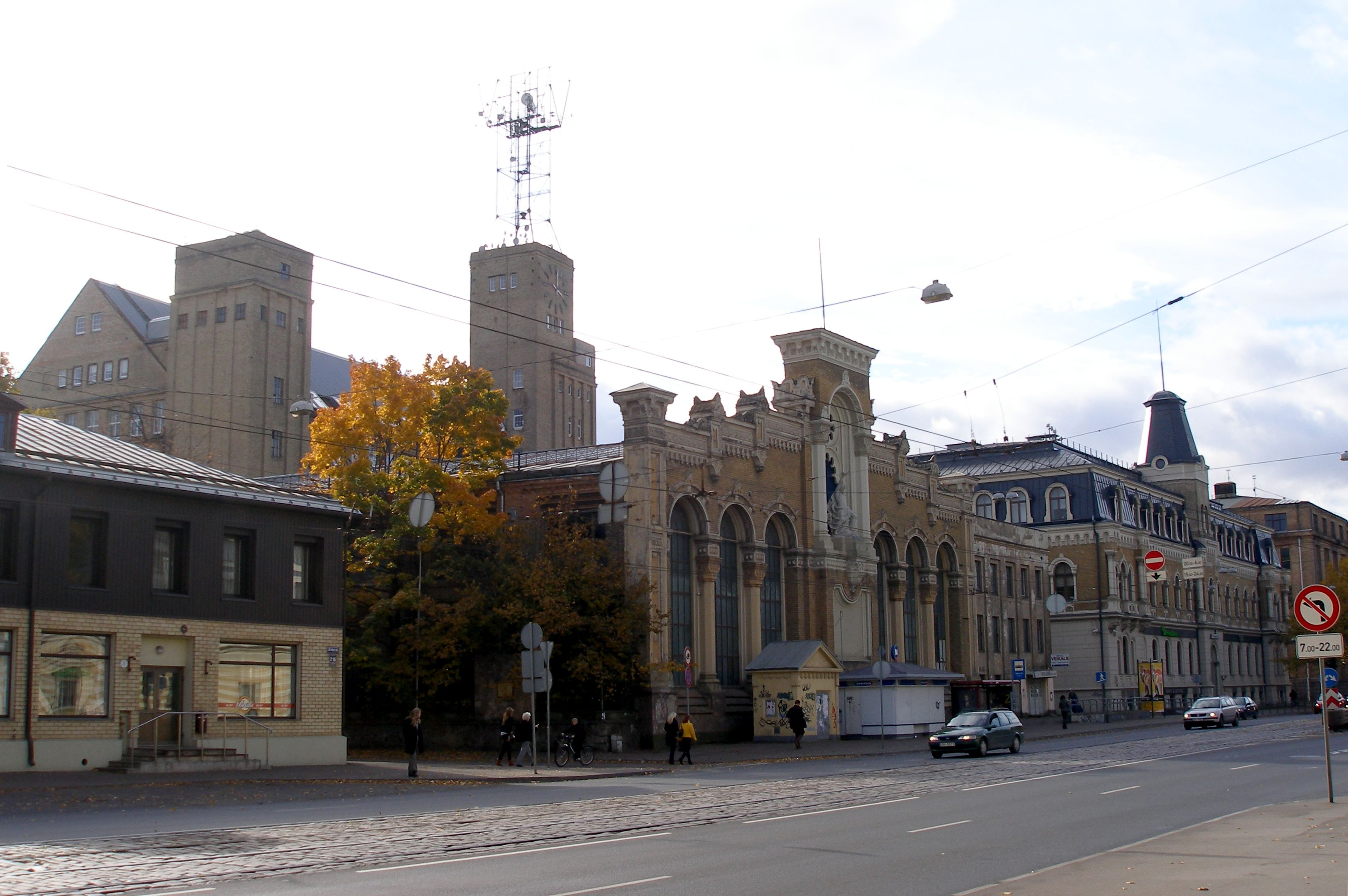
Fabrik „Union“ in der Brīvības-Straße (1899)
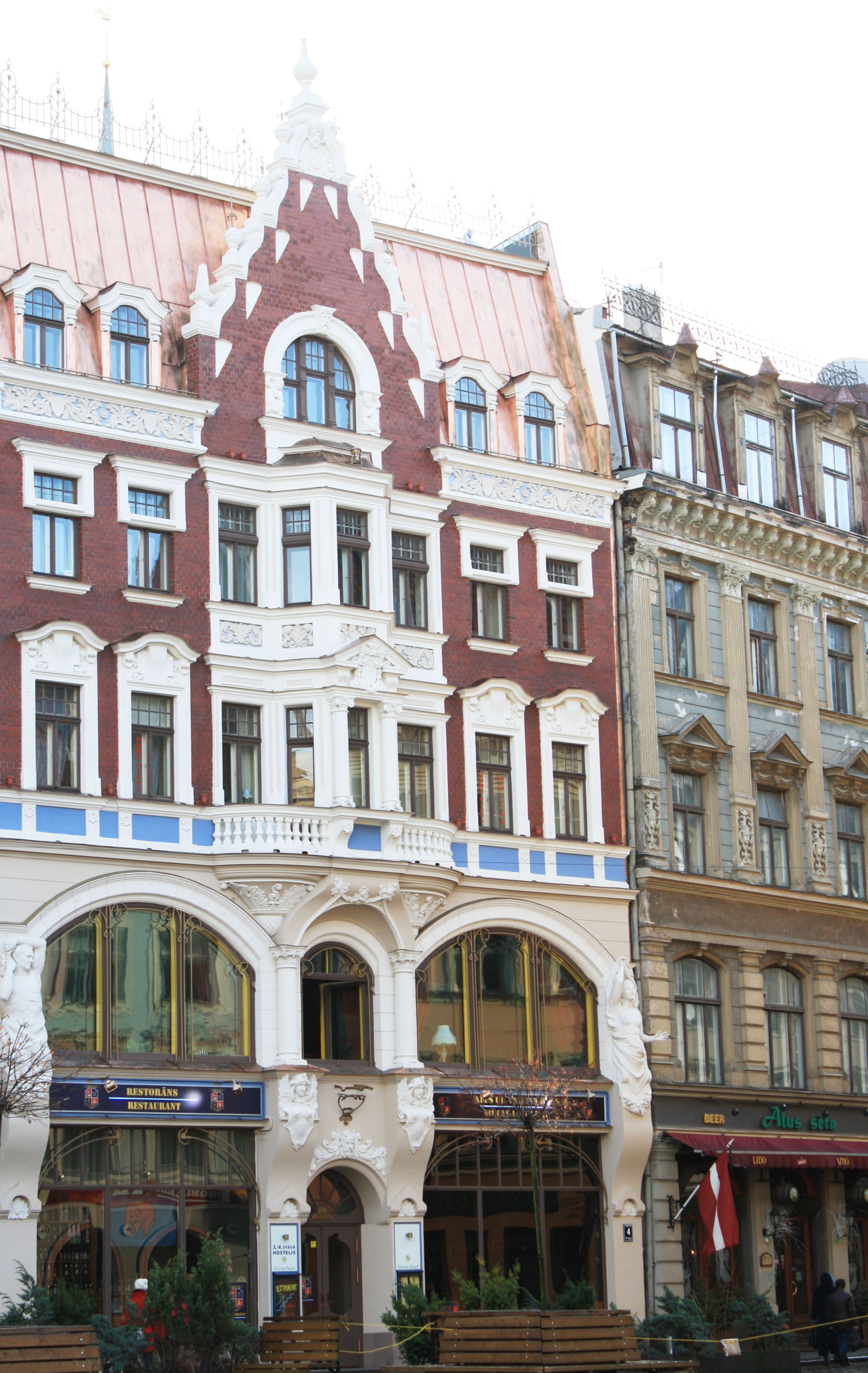
Kaufstraße (Tirgonu iela) Nr. 4 (1900)
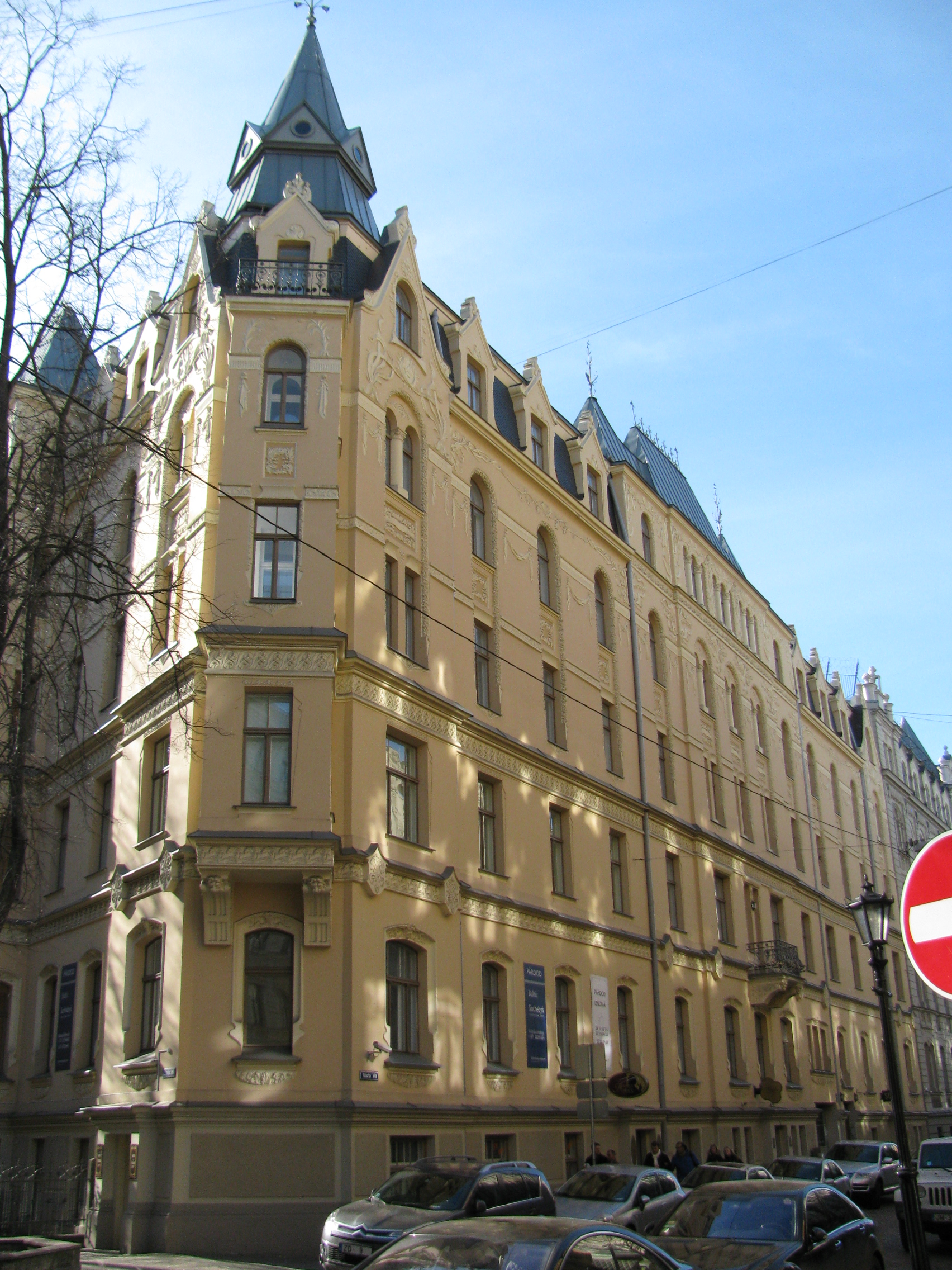
Alberta iela 1 (1901)
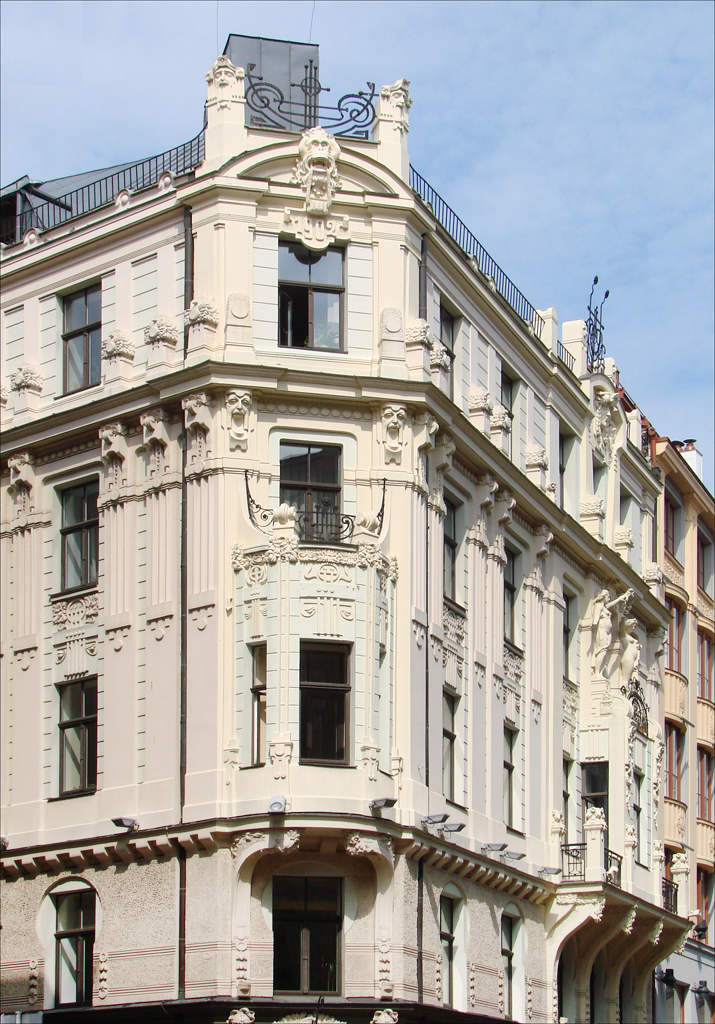
Smilšu iela 8 (1902)
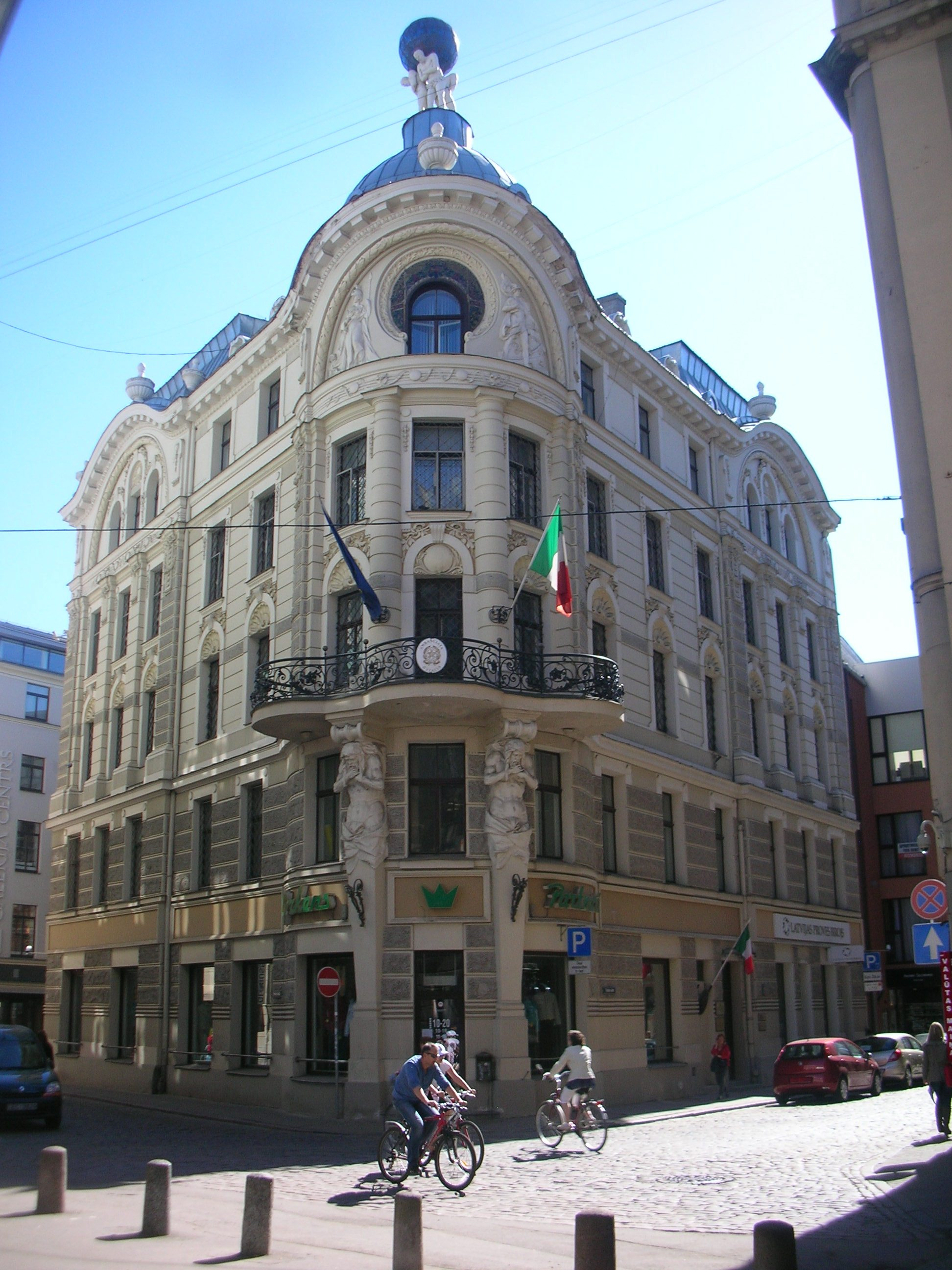
Teātra iela 9 (1903–1904)
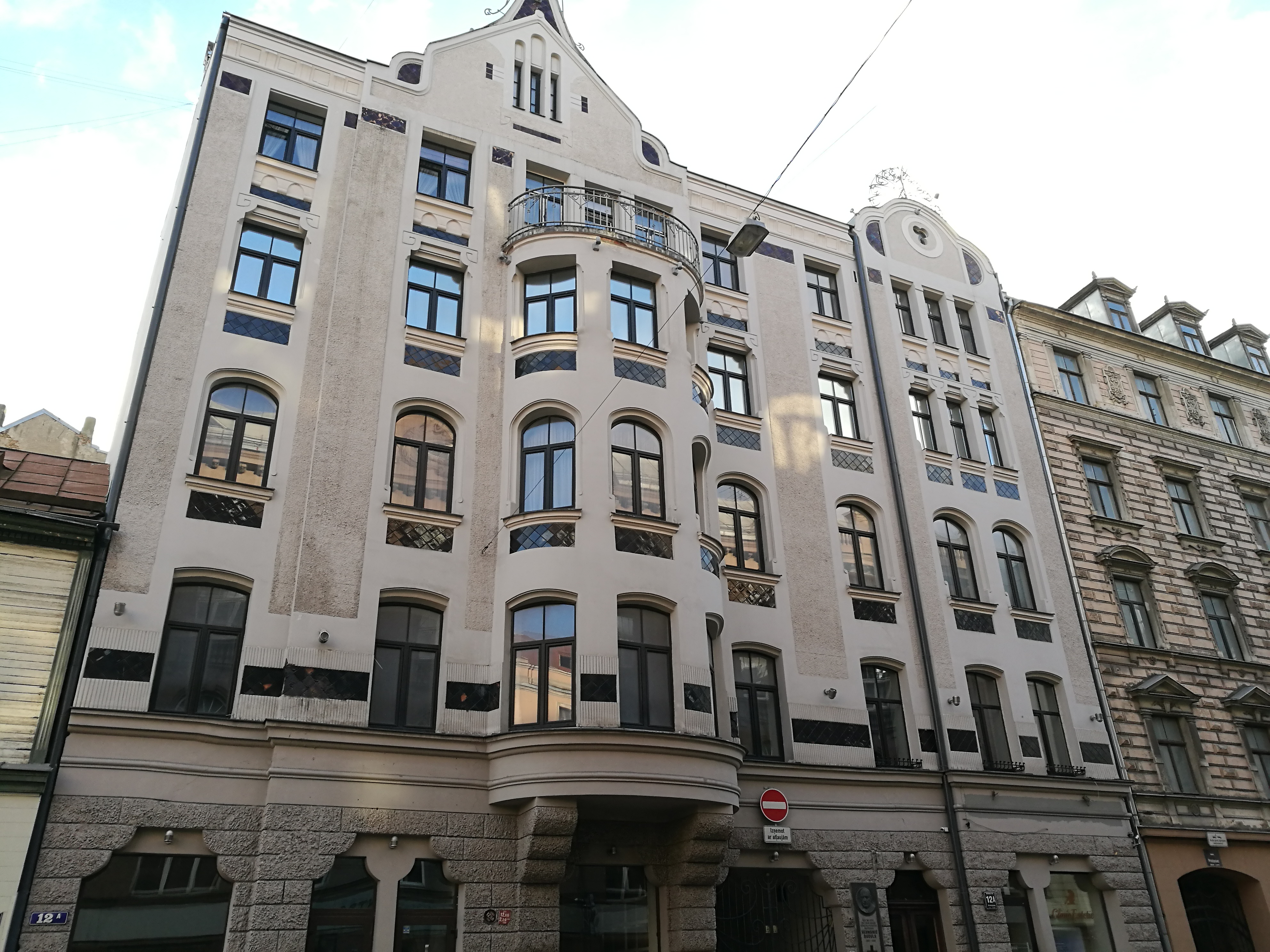
Blaumaņa iela 12а (1908)
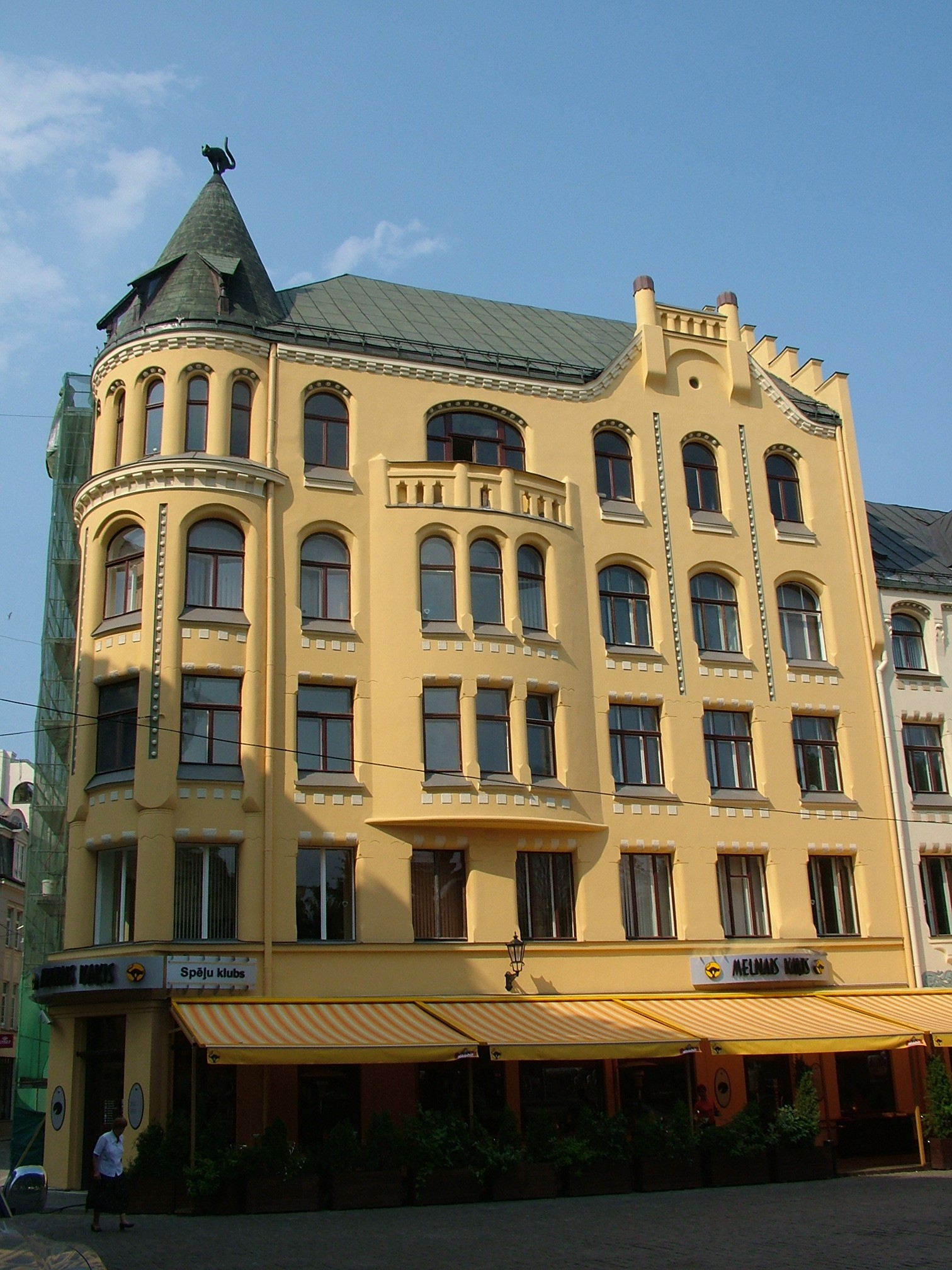
Das Katzenhaus in der Meistaru iela 10 (1909)
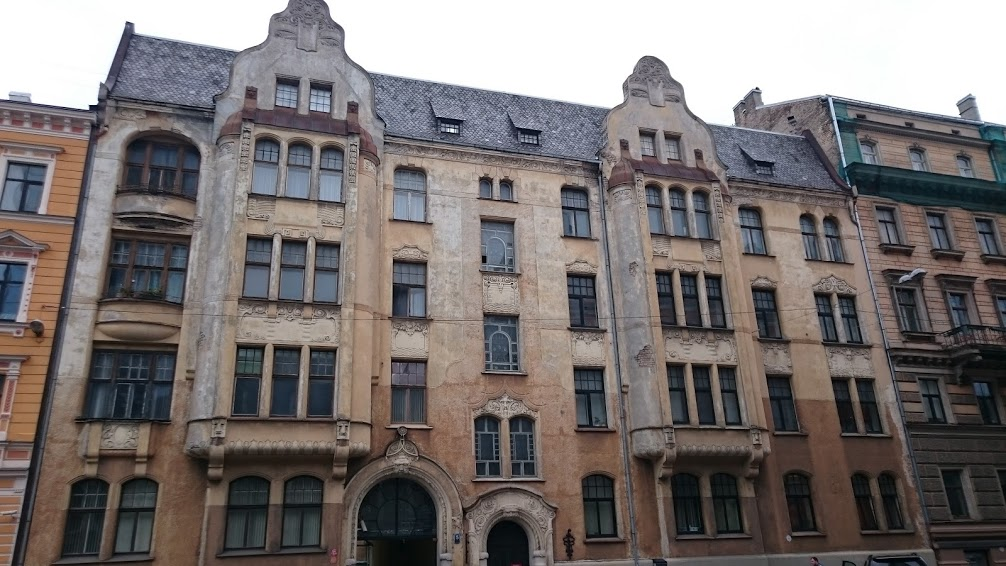
Baznīcas iela 5
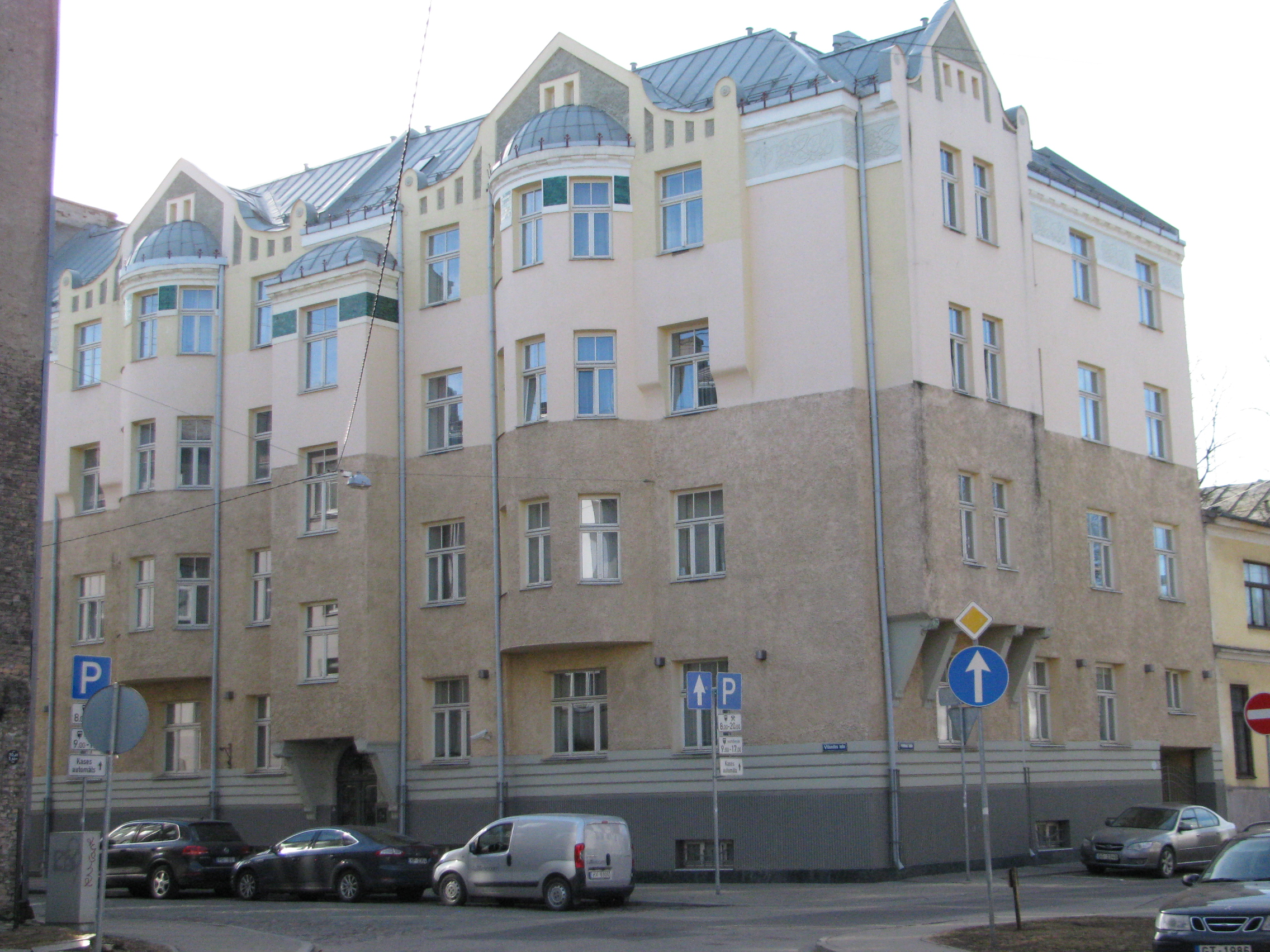
Vīlandes iela 17 (1909)

## Bibliografie
- Ursula Wehlitz: Das Land der Väter mit der Seele suchend. Kindheitserinnerungen. Book on Demand, 2017, ISBN 978-3-7448-5014-8 (google.de). Erinnerungen der Enkelin von Friedrich Scheffel
- Aina Balaško: Vācu arhitekti Latvijā / Deutsche Architekten in Lettland. Latvijas Vācu Savienība, Riga 2013, ISBN 978-9984-49-671-9 (deutsch, lettisch).